# 포고어택

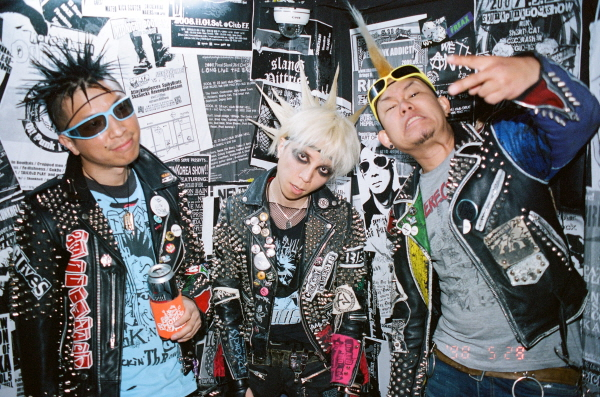
포고펑크밴드 포고어택

포고어택은 2022년에 결성된 대한민국 3인조 펑크록 밴드이다.
포고어택(Pogoattack)은 2022년 대한민국에서 결성된 펑크 록 밴드이다. “포고댄스(Pogo Dance)”의 움직임과 “공격성(Attack)”을 결합한 밴드명에서 알 수 있듯, 폭발적인 퍼포먼스와 직설적인 가사로 인디 씬에서 두각을 나타내고 있다.

## 음악
포고어택은 2022년 첫 싱글 《Pogo Keep Going On》을 발표한 데 이어, 2024년 정규 1집 《Enjoy Fun Drink Never Die》를 발매하였다. 거침없는 연주와 강렬한 메시지를 담은 가사로 국내 언더 펑크씬에서 빠르게 주목을 받았다.

## 주요 공연
- 2024년 11월 26일 – 2024 ZNF (존나페) 페스티벌 참가
- 홍대 일대 클럽 공연 및 PUNX 공연 시리즈 참여 다수

## 멤버
- 박병진 – 드럼
- 박병선 – 기타, 보컬
- 이대웅 – 베이스, 보컬

## 음반 목록
- 《Pogo Keep Going On》 – 싱글 (2022.09.30)
- 《Enjoy Fun Drink Never Die》 – 정규 1집 (2024.02.17)
- 《Let's Go Pogoattack》 – 싱글 (2025.03.19)

## 관련 문서
- 박병진 (음악가)
- 스파이키브랫츠

2022년 9월 30일 싱글앨범 "Pogo Keep Going On" 발매
2024년 2월 17일 Full length 앨범 "Enjoy Fun Drink Never Die" 발매 (9곡, one take)
2025년 3월 19일 싱글앨범 "Let's Go Pogoattack" 발매
1. ↑  “NAVER VIBE”.
2. ↑  “NAVER VIBE”.
3. ↑  “NAVER VIBE”.